# Voltorbe et Électrode
Pour l’article homonyme, voir Électrode.
Voltorbe (ビリリダマ, Biriridama, dans les versions originales en japonais) et son évolution Électrode (マルマイン, Marumine) sont deux espèces de Pokémon de première génération.
Depuis Légendes Pokémon : Arceus, ils possèdent chacun une nouvelle forme, appelée respectivement Voltorbe de Hisui et Électrode de Hisui.

## Création

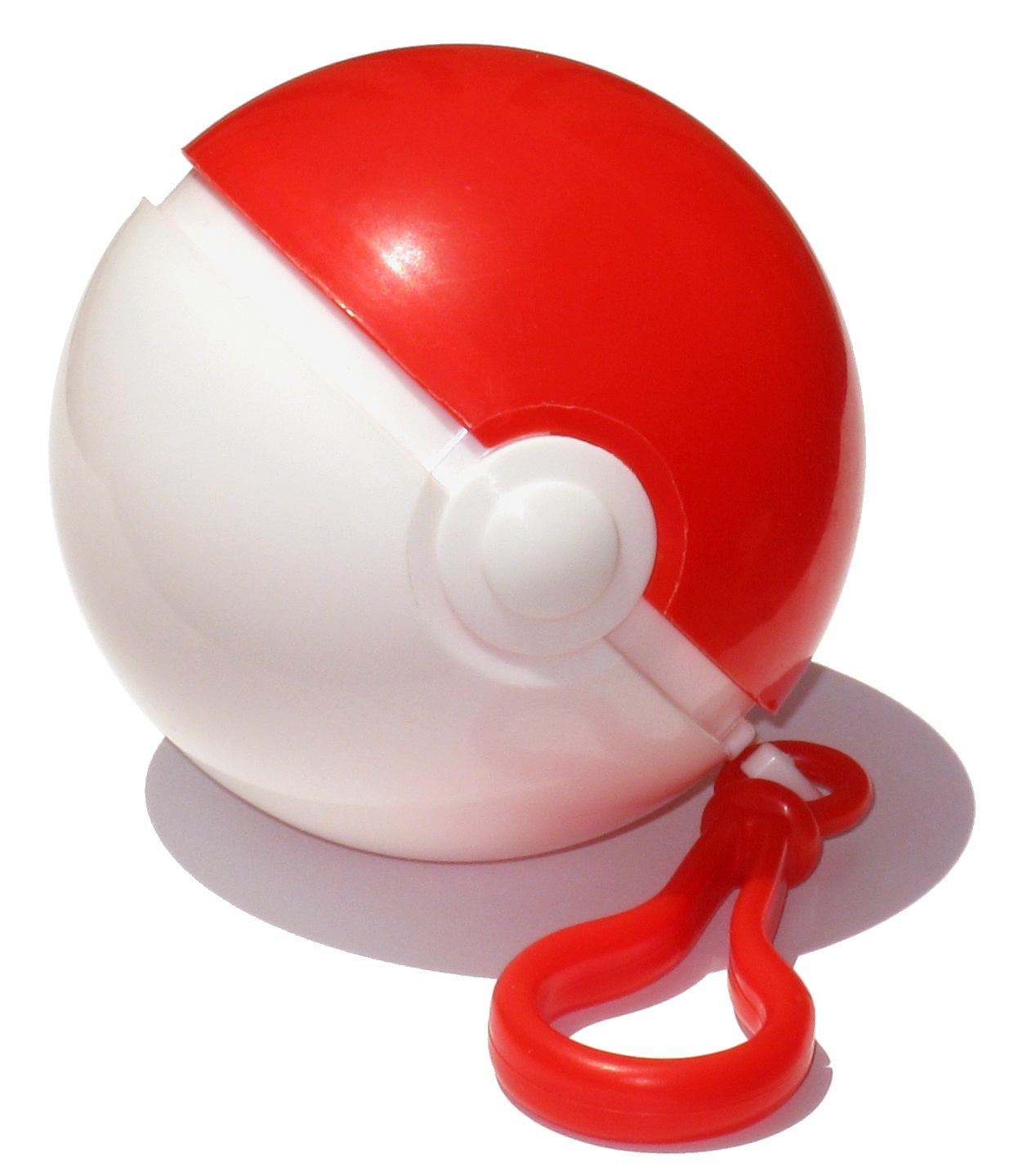
L'apparence de Voltorbe et Électrode est inspirée de la Poké Ball.

Propriété de Nintendo, la franchise Pokémon est apparue au Japon en 1996 avec les jeux vidéo Pocket Monsters Vert et Pocket Monsters Rouge. Son concept de base est la capture et l'entraînement de créatures appelées Pokémon, afin de leur faire affronter ceux d'autres dresseurs de Pokémon. Chaque Pokémon possède un ou deux types – tels que l'eau, le feu ou la plante – qui déterminent ses faiblesses et ses résistances au combat. En s'entraînant, ils apprennent de nouvelles attaques et peuvent évoluer en un autre Pokémon. Voltorbe est le sixième Pokémon à être finalisé, après Rhinoféros, Kangourex, Nidoran♂, Mélofée et Piafabec.
Le nom de Voltorbe provient de « volt », unité de mesure électrique, et d'« orbe ». Le nom d'Électrode est un homonyme du mot « électrode », qui désigne un conducteur électrique.

## Description
Ces deux Pokémon sont l'évolution l'un de l'autre : Voltorbe évolue en Électrode. Dans les jeux vidéo, cette évolution survient lorsqu'il atteint le niveau 30.

### Voltorbe
Voltorbe est un Pokémon électrique ayant l'attribut « Balle ». Il fut aperçu pour la première fois dans une usine de Poké Ball. Son origine demeure inconnue. On sait toutefois qu'il est assexué et qu'il explose s'il trébuche sur la moindre aspérité sur sa route ou en cas de danger. Il ressemble à une Poké Ball car il est rond et divisé en deux « hémisphères », celui du haut rouge et celui du bas blanc. Il a un cri assez strident. Il mesure 0,5 m et pèse 10,4 kg. Il vit près des centrales électriques. Ses capacités spéciales sont Statik ou Anti-bruit. Son groupe d'œuf est Minéral. Depuis la quatrième génération, il possède une forme de Hisui qui a en plus du type électrique le type plante. Cette forme évolue de la même façon que l'original mais son apparence change : il ressemble à une boule de bois avec les sourcils plus marqués.

### Électrode
Électrode est un Pokémon électrique ayant l'attribut « Balle ». Il se nourrit de l'électricité présente dans l'atmosphère. Il la stocke dans son corps sous très haute pression. Si celle-ci est trop importante, il explose. Les jours d'orage, il mange tellement d'électricité qu'il explose constamment. Il est assexué et est l'évolution de Voltorbe au niveau 30. Il ressemble à Voltorbe mais ses couleurs sont inversées et il a une bouche. Il mesure 1,2 m et pèse 66,6 kg. Son cri est strident, mais différent de celui de Voltorbe. Il peut provoquer des pannes de courant en mangeant l'électricité des centrales près desquelles il vit. Ses capacités spéciales, sa génération et son groupe d'œuf sont les mêmes que Voltorbe. Électrode possède lui aussi une forme de Hisui qui est la forme évolué de Voltorbe de Hisui. Comme sa pré-évolution, il a le corps en bois mais les sourcils sont moins marqués que le précédent. 

## Apparitions

### Jeux vidéo
Voltorbe et Électrode apparaissent dans la série de jeux vidéo Pokémon. D'abord en japonais, puis traduits en plusieurs autres langues, ces jeux ont été vendus à près de 200 millions d'exemplaires à travers le monde.

### Série télévisée et films
La série télévisée Pokémon et les films qui en sont issus narrent les aventures d'un jeune dresseur de Pokémon du nom de Sacha, qui voyage à travers le monde pour affronter d'autres dresseurs ; l'intrigue est souvent distincte de celle des jeux vidéo.